# Železniční nehoda v Bylnici
Železniční nehoda v Bylnici se stala v neděli 28. dubna 1957 ve 3:42 v Bylnici na Zlínsku na železniční trati Horní Lideč – Bylnice. Motorový vůz řady M 131.1 s 20 lidmi na palubě se čelně střetl s nákladním vozem, který ujel při posunu ve stanici Brumov. 10 lidí zemřelo a 4 byli těžce zraněni.

## Průběh události

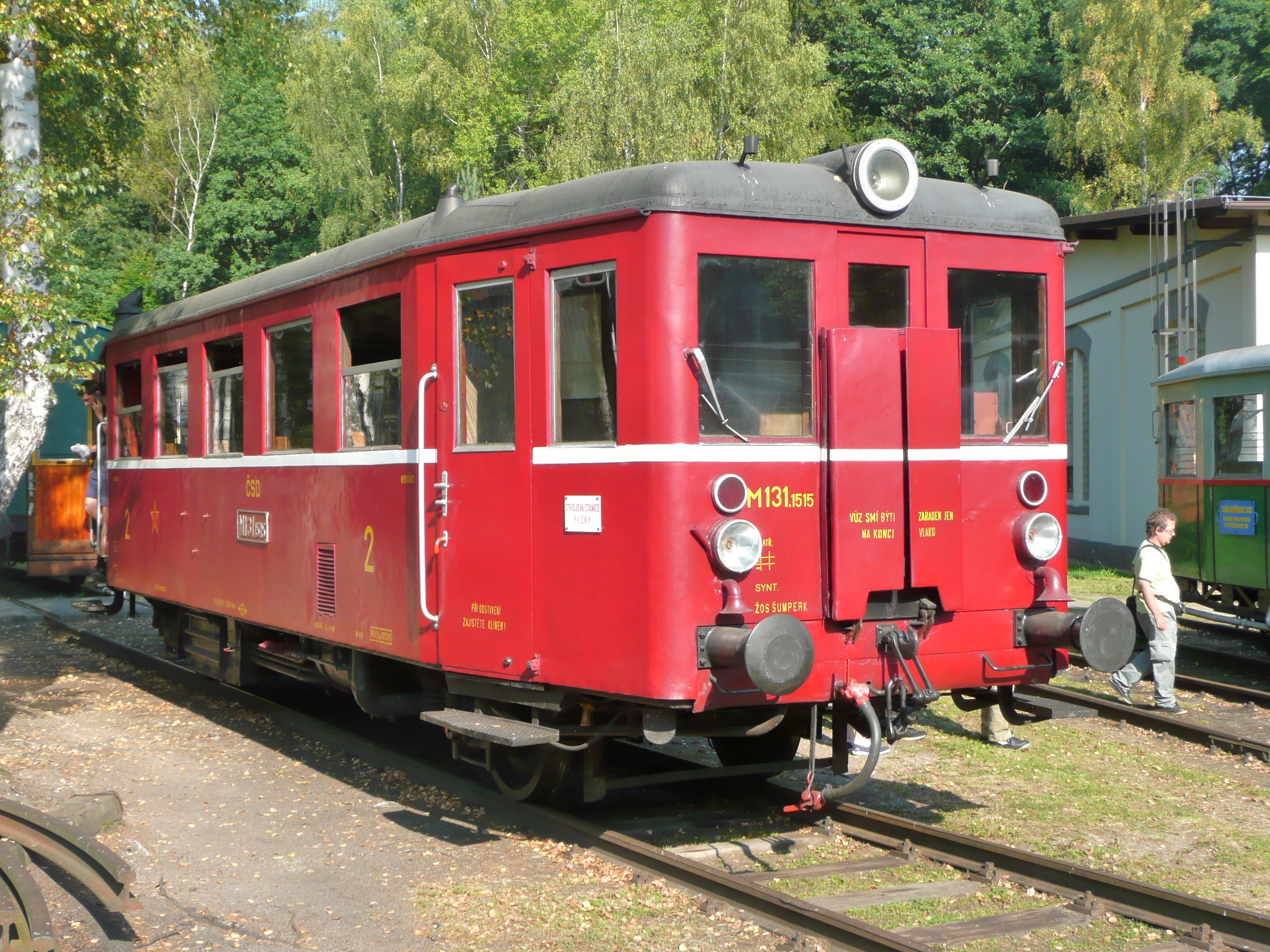
Motorový vůz M 131.1

Na železniční stanici v Brumově přesunuli posunovači vagon naložený kládami z páté na třetí kolej, aby jej mohli připojit k nákladnímu vlaku, který tudy projížděl z Valašského Meziříčí do Bylnice. K zajištění vagonu však nepoužili zarážku, ale jen kus dřeva. Otřesy projíždějící parní lokomotivy na vedlejší koleji způsobily uvolnění vagonu a ten začal ujíždět přes Brumovský tunel směrem k Bylnici. Na cestě má trať sklon 15 ‰. Ve stejnou dobu ze stanice Bylnice vyjel motorový vůz M 131.1 do Horní Lidče s 20 lidmi. Výpravčí z Brumova ještě telefonoval do bylnické stanice, aby vlak nevypravovali, ale ten už byl na cestě. Staniční dělník vyrazil na kole a pokusil se zastavit vlak u bylnického viaduktu. Z vlaku si jej však nikdo nevšiml a u mostu přes ulici Hliníky došlo ke střetu motorového vozu s vagonem naloženým kládami.
Klády se uvolnily a prorazily stěny motorového vozu. Na místě zemřelo 10 lidí, 4 byli těžce zranění. Mezi zemřelými byli mladší lidé, kteří se vraceli z taneční zábavy, včetně čtyř chlapců ze Študlova a dvou dívek. Zemřel i strojvedoucí se svým pomocníkem. Nad viníky nehody vynesl soud čtyři nepodmíněné rozsudky odnětí svobody v délce 2, 3, 6 a 18 měsíců.
Na místě nehody byl postaven dřevěný kříž a 17. září 1995 byl posvěcen. Je u něj tabulka s textem: Pamětní kříž nám připomíná, že dne 28. dubna 1957 došlo v těchto místech k železničnímu neštěstí. Motorový osobní vlak se srazil s nákladním vagónem plně naloženým kládami. Tragédie si vyžádala 10 lidských životů. „Odpočinutí věčné dej jim, Pane..." Událost připomíná také pamětní deska na kapli ve Študlově.

## Seznam obětí
- Alois Ptáček, Študlov (31 let)
- František Fuks, Študlov (20 let)
- Josef Máček, Študlov (17 let)
- Josef Strnad, Študlov (19 let)
- Karel Badošek, Lidečko
- Rudolf Bařinka, Valašské Klobouky
- Karel Mísař, Hranice
- Jan Šuráň, Jestřabí

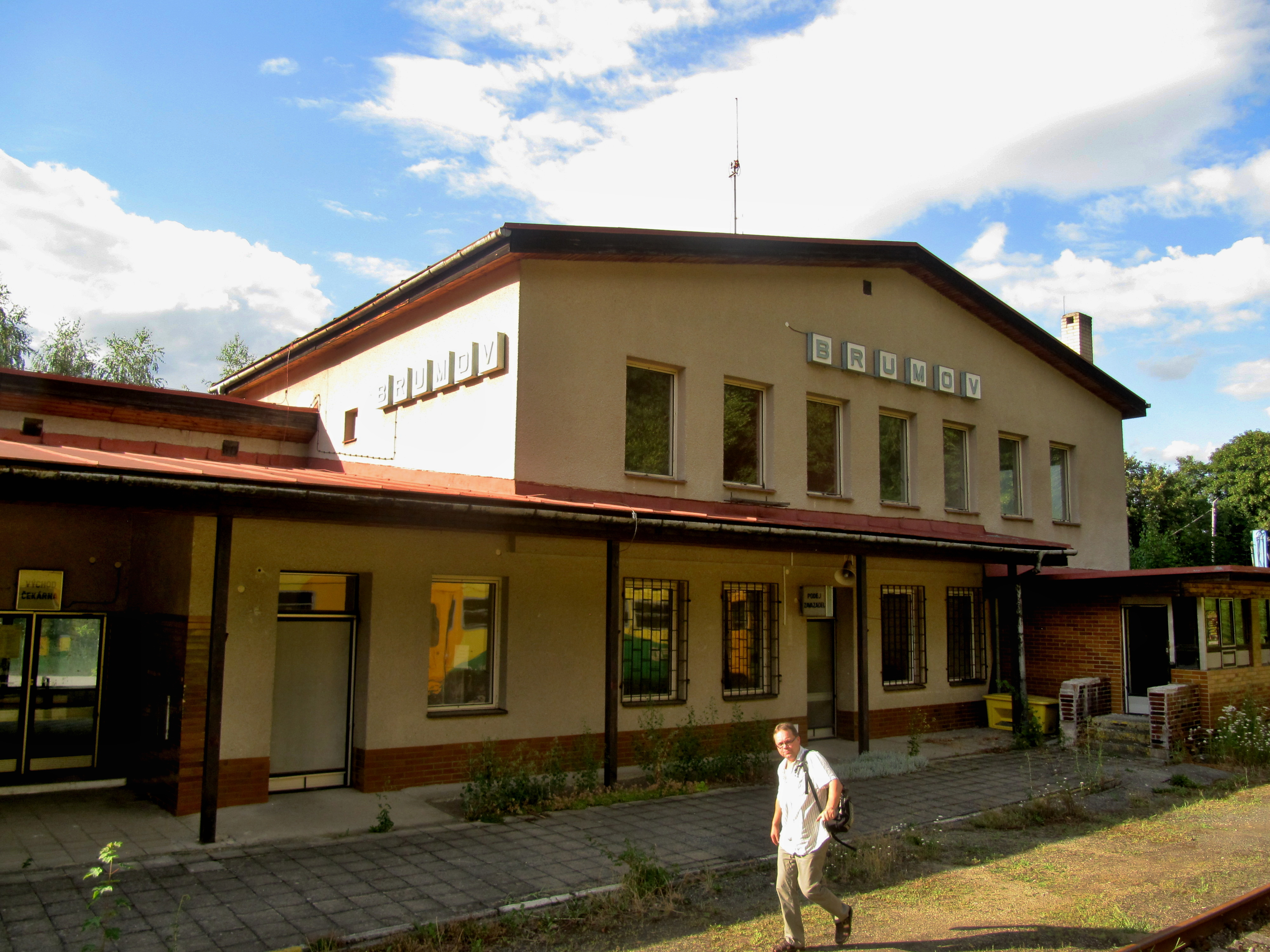
Stanice Brumov v roce 2013

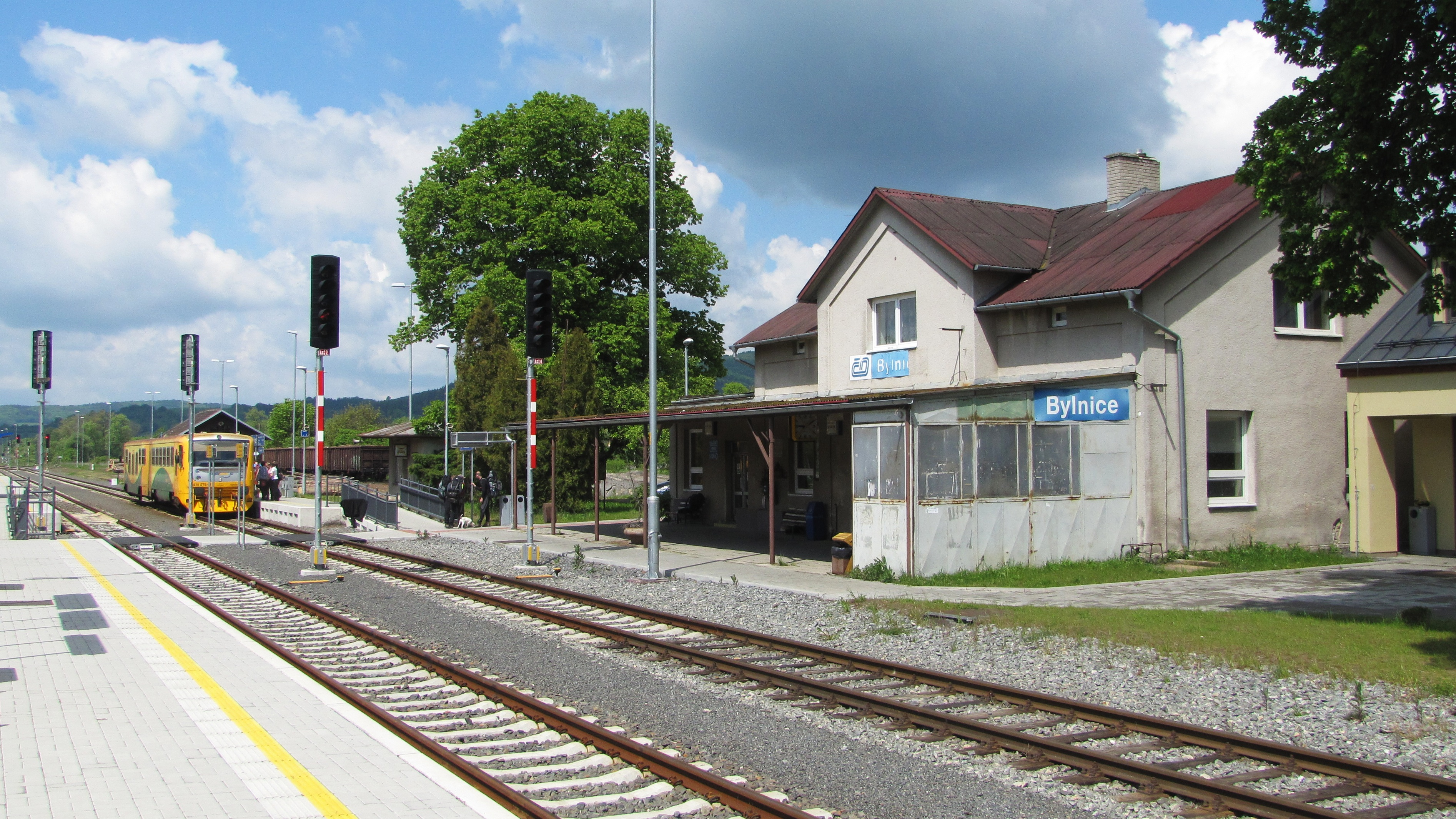
Stanice Bylnice v roce 2014

- Ludmila Poláchová, Valašské Klobouky
- Vlasta Čížová, Valašské Klobouky